# Hondainville

Hondainville este o comună în departamentul Oise, Franța. În 1 ianuarie 2022 avea o populație de 715 de locuitori.